# Молекулярний мотор

Схематичне зображення переміщення димеру кінезину вздовж мікротрубочки.

Молекулярні мотори — біологічні молекулярні машини, діяльність яких забезпечує рух молекулярних об'єктів в живих організмах чи у спеціально створених середовищах. Загалом кажучи, мотор (двигун) визначається як пристрій, що споживає енергію в будь-якій формі і перетворює її на рух або механічну роботу. Наприклад, багато заснованих на білках молекулярних моторів використовують хімічну енергію, що вивільняється за рахунок гідролізу АТФ. Інші білкові мотори використовують електричну енергію, що отримується за рахунок утворення різниці концентрацій іонів з двох боків клітинної або мітохондріальної мембрани. За енергійною ефективністю ці мотори дуже часто трапляються кращими за зараз доступні штучні двигуни. Одна важлива різниця між молекулярними і макроскопічними моторами полягає в тому, що молекулярні мотори діють в оточеннях, де теплові коливання істотні в порівнянні із направленим рухом мотора.